# Shirō Asano (homme politique)
Pour les articles homonymes, voir Shirō Asano (réalisateur) et Asano.
Shirō Asano (野 史郎, Asano Shirō) est un homme politique japonais, né le 8 février 1948 à Ōfunato.
Il est élu au poste de gouverneur de la préfecture de Miyagi en 1993.